# Tú, el inmortal
Tú, el inmortal, (título original en inglés: This immortal) serializado como  ...y llámame Conrad, es una novela de ciencia ficción de Roger Zelazny.
En su primera publicación fue separada en dos partes en The Magazine of Fantasy & Science Fiction, ediciones de octubre y noviembre de 1965. Junto con Dune de Frank Herbert recibió el premio Hugo a la mejor novela de 1966.

## Historial de ediciones
La mayoría, aunque no todas las reducciones efectuadas para la versión serial se restauraron para la primera edición en rústica hecha por Ace Books, y el título se cambió a «Tú, el inmortal»  Zelazny admitió en las entrevistas que le realizaron que prefería el título original epónimo. La versión sintetizada igualmente tenía longitud de novela, con más de 47.000 palabras; la versión en rústica superaba las 58 000 luego de restaurar el texto cortado. Sin embargo, no fue hasta que se publicó una edición para club del libro en la década de 1980, que Zelazny advirtió que algunas quitas no habían sido repuestas; por tanto, las anteriores ediciones de la obra no son completas. La versión reducida de la revista contiene así mismo 10 parágrafos que no están en la versión bibliográfica, comenzando con «Y el Radpol largo tiempo dormido se movía otra vez, pero yo no sabía que hasta varios días después...» y hasta «los días de Karaghiosis han pasado». También, la «Sinopsis parte uno» que apareció en la edición de noviembre de 1965 de Fantasy & Science Fiction, inmediatamente antes de la parte dos, está escrita en primera persona y contiene material sobre el personaje de Conrad y contexto que no se incluye en el texto principal de «...Y llámame Conrad» ni en las versiones restauradas de la década de 1980 de Tú, el inmortal.

## Resumen del argumento
Tras verse devastada por una guerra nuclear, la Tierra  es un planeta con una población de sólo cuatro millones de habitantes, invadido por una variedad de formas de vida mutantes. Para peor, gran parte de la Tierra está ocupada por los veganos, una raza de alienígenas de piel azul que ven al planeta como un destino turístico. Conrad Nomikos, el narrador, es un hombre con un pasado del que no quiere hablar, y se le ha dado una tarea que no ha podido rechazar: mostrar a un importante vegano las viejas ruinas de la Tierra. Pero Conrad súbitamente se convierte en protector del visitante alienígena cuando atentan contra su vida. Conrad entiende que mantener al vegano vivo es importante, aunque no sabe por qué. 
Conrad se ve enfrentado a un grupo de rebeldes terrestres, que incluye un viejo camarada de armas y una antigua amante, ninguno de los cuales puede entender por qué quiere proteger a uno de los invasores de la Tierra. Es ayudado por otro viejo amigo y un hombre viejo que es en realidad uno de sus hijos. Finalmente se revela que al vegano que escolta le ha sido encomendado disponer el futuro de la Tierra. El vegano, a su vez está confundido por las acciones de Conrad. Tras su disfraz de turista para ver los monumentos terrestres, se horroriza de encontrar con Conrad las pirámides de Egipto en proceso de demolición, y mucho más cuando se le explica que se está filmando el proceso, y que la película será proyectada hacia atrás para simular la construcción de las pirámides. En el ínterin la esposa de Conrad muere en un cataclismo natural.
Al final, los rebeldes se dan cuenta de que Conrad ha peleado para proteger la Tierra a su manera. Por medio de acciones como la deconstrucción de las pirámides, Conrad hace ver a los veganos que los terrestres preferirían destruir las riquezas del planeta antes de verlas caer en manos de otros. En la batalla final para proteger al vegano, la esposa de Conrad reaparece para dar el golpe decisivo. El vegano ve el temple del que está hecho Conrad, y decide dejar el planeta en manos del único con la longevidad, el poder y la fibra moral para hacerlo bien. Así Conrad se encuentra siendo dueño de la Tierra.

## Temas principales
Varios  héroes de Zelazny son superhombres, o incluso dioses o semidioses; Conrad Nomikos no es una excepción a la regla. Al principio del libro su amante Casandra lo identifica como un posible Callikantzaros, una criatura legendaria griega un tanto similar a un vampiro. Casandra exhibe las mismas habilidades que su tocaya para predecir el futuro, e igualmente nadie cree sus profecías. Conrad es luego comparado con Pan. El que sea o no un dios, sin embargo, queda sin aclarar en el libro; si bien ha llevado una vida extraordinariamente larga, se sugiere que la causa puede haber sido una mutación producida por la guerra nuclear. En su libro titulado Roger Zelazny, Jane Lindskold sugiere que el hecho de que el rostro de Conrad sea guapo de un lado y desfigurado del otro, es una metáfora de su habilidad para ser creador y destructor al mismo tiempo, y no es hasta el final del libro que el dios roto puede ser «curado». En consonancia con esto, algunas de las claves de que Conrad puede ser Pan son que el apellido Nomikos recuerda a Nomios, uno de los títulos de Pan; también Conrad toca una flauta de pan, es posible que sea inmortal, y tiene una apariencia desfigurada, con la cara inerte, llena de cicatrices y heterocromía. 
Conrad Nomikos es un prototipo de truhanes posteriores de Zelazny como Corwin, el amnésico de las Crónicas de Ámbar o el fumador de cigarrillos Buddha, Sam en El señor de la luz, ambos humanos defectuosos que son también superhombres defectuosos.
Zelazny también identificó a Aldous Huxley como uno de los modelos que tuvo en mente al escribir la novela: «Tuve en cuenta a Huxley cuando construí la lista de personajes, incluyendo al científico monomaníaco, como una nota de agradecimiento por su ayuda, pero nada más. No recargué las tintas en nadie».

## Acogida
Algis Budrys elogió a Tú, el inmortal como «un libro muy importante e interesante sin lugar a dudas» y lo describía como «una historia de aventuras y peligros, alta intriga, estética y política... absolutamente encantadora [y] optimista». -->

## Premios y nominaciones
- Premio Hugo a la mejor novela, ganador, 1966[2]

## Detalles de edición

### Como...y llámame Conrad
- Nueva York: The Magazine of Fantasy & Science Fiction, Mercury Press, octubre y noviembre de 1965

### ComoTú, el inmortal
- Nueva York: Ace Books, 1966, rústica
- Londres: Rupert Hart-Davis, 1967, tapas duras
- Londres: Panther, 1968, rústica
- Nueva York: Ace Books, 1973, rústica
- Nueva York: Ace Books, 1974, rústica
- Nueva York: Garland Press, 1975, tapas duras
- Nueva York: Ace Books, 1980, rústica
- Irthlingborough, UK: John Goodchild, 1984, tapas duras
- Londres: Methuen, 1985, rústica
- Norwalk, Connecticut: Easton Press, 1986, tapas duras
- Nueva York: Ace Books/SFBC, 1988, tapas duras
- Nueva York: Baen Books, 1989, rústica
- Londres: Victor Gollancz Ltd, 2000, rústica
- Nueva York: Ibooks, 2004, rústica